# بيير ماريون
بيير ماريون (بالفرنسية: Pierre Marion)‏ هو مسؤول فرنسي، ولد في 24 يناير 1921 في مارسيليا في فرنسا، وتوفي في 17 مايو 2010 في Louviers ‏ في فرنسا.